# Национални парк Татра
Национални парк Татра (слч. Tatranský národný park) је један од девет националних паркова Словачке, стациониран у западно-централном делу земље међу планинским венцем Татре. Парк је важан за заштиту различитих врста флоре и фауне, са бројним ендемским врстама, укључујући татраску дивокозу.

## Географија
Национални Парк Татра је заштићено подручје и налази се у оквиру планинског масива Високе Татре и на подручју Западне Татре. Западни део националног парка покрива област Жилинског краја, а источни део Прешовског краја.
Парк се простире на површини од 738 km² , а строго заштитна зона око парка покрива површину од 307 km². У националном парку се налази 600 км планинарских стаза и 16 означених и одржаваних бициклистичких стаза.

## Планине
Западне Татре су подељене на Орочу, Рохаче, Сиви врх, Липтовске Татре, Липтовске Копи и Црвене планине. Источне Татре састоје се од Високих Татри и Бељанских Татри.
Највећи врх Словачке је Герлаховски Штит, са висином од 2665 m и налази се унутар парка. Овај врх је уједно и највиша тачка планинског венца Татре и Карпата. Највећа планина у Западним Татрима је Бистра, са 2248 m висине, а планина Хавран највиша је тачка Бељанских Татри, са 2152 m висине.

## Језера и потоци
У парку има више од сто брдских или планинских језера. Језеро Велке Хинцово је највеће са површином од 0,2 km² и најдубље, са 58 m. Област око насеља Штрбске Плесо је вододелница за два слива. На источној страни налазе се потоци који формирају реку Попрад. Најпознатији водопади су Студеновдски, Кметов, Вајанскенхо, Рохачски и Водопад скок.

## Пећине
У Националном парку Татра налази се око 300 пећина, а најпознатија је Бељанска пећина, која је уједно једина отворена за јавност и налази се у непосредној близини села Љендак. Највећа пећина до сада откривена у овом националном парку је пећина Јаворинка.

## Историја парка
Национални парк Татра основан је 1. јануара 1949. године и он је најстарији национални парк у Словачкој. Од 1987. године, предео Западних Татри налази се у оквиру овог националног парка. Године 1992. парк је постао део Унеско Човек и биосфера програма.

## Екологија и биом
Геолошки састав, својства земљишта и климатски услови доприносе оригиналној флори и фауни у парку.

### Флора
Скоро две трећине парка је прекривено шумама, углавном са смрчом и европском смрчом. Најраспрострањеније врсте дрвећа су европска смрча, бели бор, алпски бор, европски ариш и бор кривуљ. На простору Бељанске Татре, најраспрострањенији је јавор.
Око 1300 врста васкуларних биљака је распрострањено у парку, 41 врста њих су ендемске на простору Западних Карпата, а на простору Карпата, налази се 57 ендемских врста. На подручју националног парка налазе се ендемске врсте биљака као што су Saxifraga aizoides, Cochlearia tatrae, Salix herbacea, мрежаста врба и многе друге.

### Фауна
У националном парку пописано је 115 врста птица, 42 врсте сисара, 8 врста гмизаваца и 3 врсте водоземаца. Парк обилује и великим бројем бескичмењака. Сисари у парку укључују ендемичне врсте тататске дивокозе, која је заштићена од стране Међународне уније за заштиту природе, као критично угрожена врста. Парк још настањују и евроазијски браон медвед, обични рис, куна, вук, лисица и алпски мрмот.

## Галерија
- Татраска дивокоза
- Ендемит велики кокотић
- Бељанска пећина

## Спољашне везе
- Званични веб-сајт
- Национални парк на сајту slovakia.travel